# Arreststraff

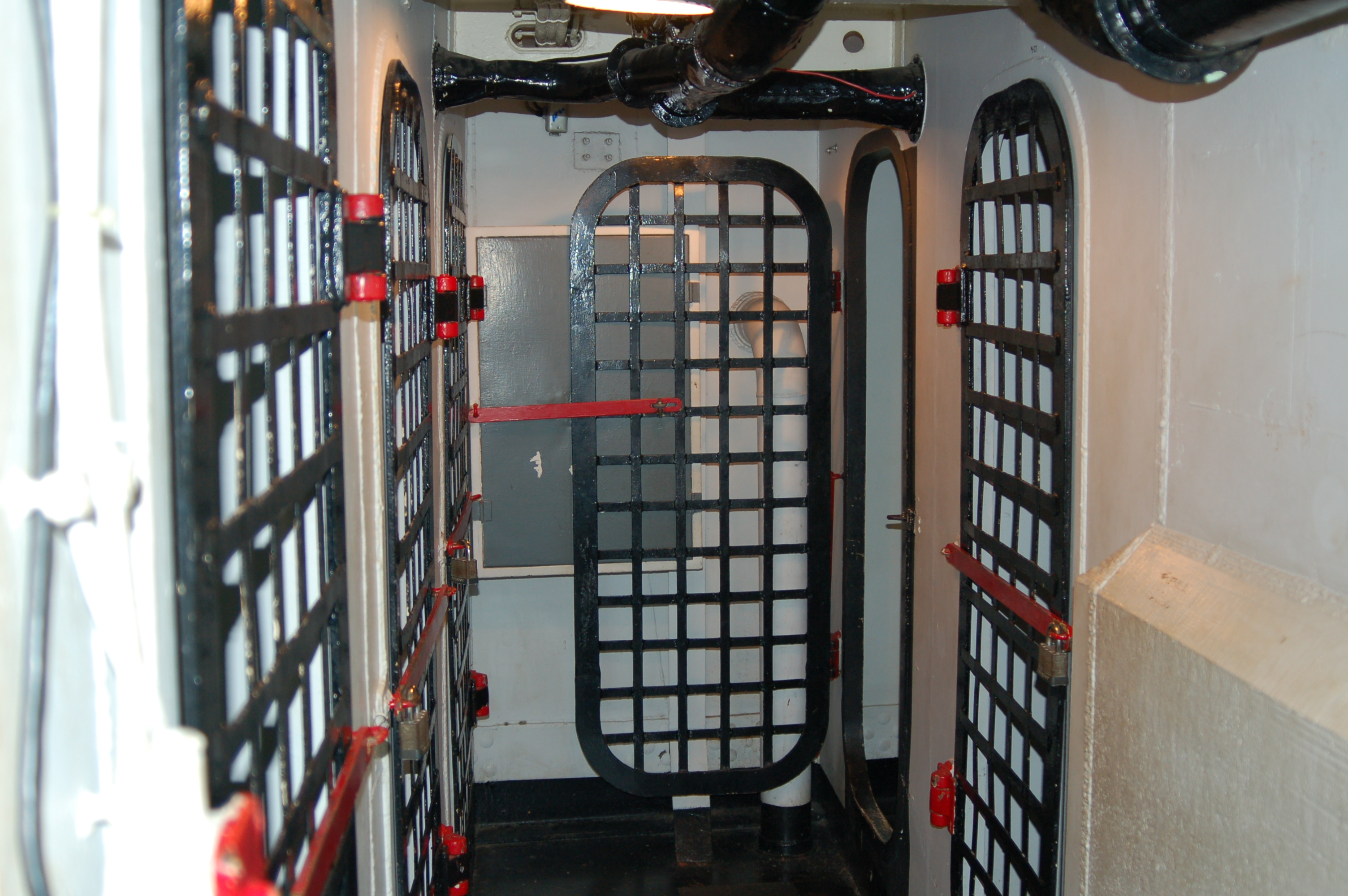
Arrestlokaler ombord på amerikanska hangarfartyget USS Yorktown.

Militär arrest är en inom vissa försvarsmakten förekommande form av frihetsstraff. Till skillnad från militärfängelse är det ett disciplinstraff av begränsad längd.

## Sverige
Arreststraffet avskaffades i den svenska militären 1973.
Arrest kunde i disciplinmål utdömas av vederbörande befälhavare och vid ringare förbrytelser mot strafflagen för krigsmakten av krigsdomstol. Enligt strafflagen för krigsmakten 7 oktober 1881 förekom arreststraffet i olika grader, nämligen: 
- Arrest utan bevakning. Det användes för officerare och underofficerare och genomfördes i eget rum eller tält och kunde skärpas genom besöksförbud.

- Vaktarrest. Det kunde utdömas till både befäl och manskap och genomfördes till lands under bevakning i ljust rum eller i tält samt ombord på fartyg i låst hytt eller, om lämpligt ljust rum ej fanns, under bevakning. Det rådde även besöksförbud för den som var dömd till vaktarrest (det förekom dock undantag).

- Sträng arrest. Både underbefäl och manskap kunde dömas till detta. Sträng arrest verkställdes i mörkt enrum.

- Skärpt arrest. För manskap kunde vaktarrest eller sträng arrest skärpas genom fråntagning av sängkläder.

Dessa former av arreststraff förekom ännu under beredskapen.

## Norge
I Norge är vaktarrest ett disciplinstraff som kan ådömas både befäl och soldater från en till tjugo dagar. Vid olovlig frånvaro döms den frånvarande till lika många dagars arreststraff som han varit frånvarande. Överstiger antalet frånvarodagar tolv, ställs den frånvarande inför civil domstol och döms vanligen till 25 dagars fängelse.

## Tyskland
I Bundeswehr kan arreststraff utdömas från 3 till 21 dagar som disciplinstraff och från 2 veckor till 6 månader som frihetsstraff för krigsmän vilka annars skulle ha ådömts ett fängelsestraff.

## Schweiz
I Schweiz förekommer arrest som disciplinstraff från 1 till 10 dagar.

## Ryssland
Den ryska benämningen på arreststraffet är Гауптвахта, egentligen högvakt och åsyftar den byggnad, corps de garde där arreststraffet ursprungligen avtjänades. Arreststraffet avskaffades i Ryssland 2002, men återinfördes 2007. Det maximala antalet dagars arreststraff som kan ådömas är 45.